# Objaw Roemhelda
Objaw Roemhelda – wystąpienie czynnościowych zaburzeń pracy serca wskutek bębnicy w nadbrzuszu. Mają charakter zaburzeń rytmu lub objawów dławicy piersiowej. Zespół opisał Ludwig Roemheld (1871-1938).